# Вырлинка
Вырлинка (болг. Върлинка) — село в Болгарии. Находится в Великотырновской области, входит в общину Велико-Тырново. Население составляет 2 человека (2022).

## Политическая ситуация
Вырлинка подчиняется непосредственно общине и не имеет своего кмета.
Кмет (мэр) общины Велико-Тырново — Румен Рашев (независимый) по результатам выборов.